# サーベイヤー7号
サーベイヤー7号 はアメリカのNASAが計画したサーベイヤー計画の7番目でサーベイヤー計画最後の月面探査機。サーベイヤー7号はサーベイヤー計画で月面に軟着陸した機体としては5機目である。1968年1月10日に打ち上げられ、1968年1月10日にティコクレーターの近くに、着陸誘導目標から3km以内で完璧に着陸した。
計画の目標はこれまでのサーベイヤー計画とは違う情報を手に入れるために違う場所への月への軟着陸の達成、着陸後のTV画像の取得、化学元素の相対的存在量の決定、月面物質の操作、着陸ダイナミクスデータの収集、熱とレーザー反射率データの取得などであった。6号までの設計とほぼ同じであるが、より多くの科学装置が詰まれており、その中には偏光フィルターのテレビカメラ、表面試験器、足に取り付けられた棒状の磁石、表面スコップの2台の馬蹄型の磁石、補助鏡等があり、補助鏡の3枚は宇宙機の下を観測するために利用され、1枚は表面調査器の部位の立体映像を得るために、7枚が宇宙機に積もった月面物質を見るために使われた。
運用は軟着陸のすぐ後に始まり、月の日没後80時間の1968年1月26日まで続いた。1月20日にはテレビカメラは地球の夜の面のキットピーク国立天文台とテーブルマウンテン天文台から放たれた2条の光線を確認した。月面2日目は1968年2月12日から21日であり、計画の目標は達成され、合計21,091枚の画像を撮影した。アルファ背景散乱の測定装置は正しい展開に失敗したが、運用者は表面土壌採取用の機械腕でアルファ背景散乱装置を正常な実験が可能な位置に戻すことに成功している。最初の月の夜に電池の損傷が起こり、その後通信は散発的になった。1968年2月20日に通信が途絶した。
サーベイヤー7号は月の夜明け時に宇宙を背景にかすかな光を発見した初の宇宙機となった。現在ではこれは静電気によって浮上した月の粒子に光が反射したものだと考えられている。

## 装置類

### 映像機械

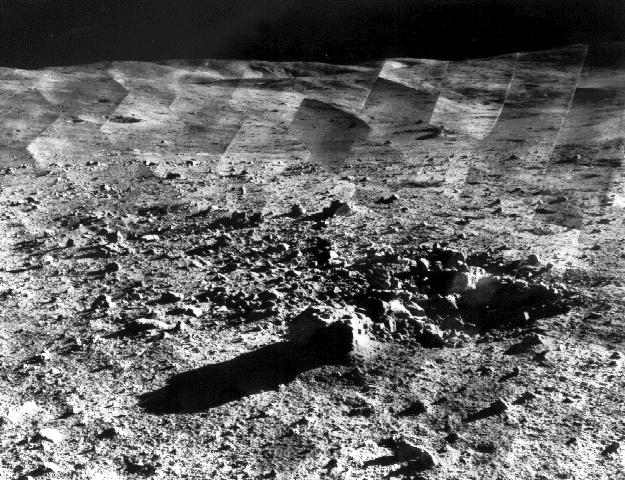
着陸地点から撮影したパノラマモザイク写真

テレビカメラはビジコン管で、25mmと100mmの焦点距離レンズ、シャッター、偏光フィルタ、虹彩からなり、このカメラはほぼ垂に乗せられており、さらに上にステッピングモーターで方向と距離が調整可能な鏡が載っていた。偏光フィルタは月面からの光散乱の直線偏光成分の検出のための分析器として使われた。フレームごとの月面の撮影範囲は360度の方位角の視野を提供し、上下方向では面法線の上+90度から-60度まで撮影可能であった。走査線が600と200の2種類の撮影モードが使われていた。200走査線の場合無指向性アンテナで通信が行われ、1画像あたり61.8秒で走査し、1画像あたり映像の伝送に20秒かかり、1.2kHzの帯域が利用された。多くの画像は600走査線モードで行われ、指向性アンテナを利用して通信を行っており、各フレームあたり3.6秒で走査し、ビジコンから読み込むのに名目では1秒かかり、220kHzの帯域を利用していた。カメラのダイナミックレンジと感度はサーベイヤー6号のカメラよりもわずかに小さくなっていたが、より解像度と画像の質が上げられていた。映像は長時間長残光性蛍光体に覆われた低速スキャンモニターに表示され、持続性は名目の最大フレームレートに最適に合致するように選ばれた。
テレビ識別は受信したテレビフレームごとに受け取られ、これらの受信画像の互換レートでリアルタイムで表示された。これらのデータは磁気テープレコーダーと70mmフィルムに記録された。月での1日目である、1月10日から1月22日までに20,961枚の映像を送信した。2月12日から14日にかけては600走査線モードが水平掃引を喪失したため、200走査線モードで運用された。月の2日目には電力喪失でカメラの運用が停止されるまでに45枚の画像が送信された。

### アルファ散乱表面分析器
アルファ散乱表面分析器は月面の主要物質の存在量を直接計測するために設計された。この装置はアルファ源視準器にキュリウム242を載せており、サンプルが置かれ検出器がある装置の底の直径100mmの範囲を照らした。2つのセンサーが、月面やその他の物質からのアルファ粒子散乱の発光スペクトル (energy spectra) を検出し、4つのセンサーが表面物質での反応を介して生成された陽子の発光スペクトルを検出した。それぞれの検出アセンブリは波高分析器につながっており、宇宙機に乗せられたデジタル電子装置類は実験が行われるたび地球に継続的に信号を送信していた。スペクトルには水素、ヘリウム、リチウムを除く試料すべての主だった元素の量の情報が含まれていた。装置は3機の月面試験装置からのデータ蓄積に46時間を提供した。これらは平坦な月面、月の岩、月面の広範囲の溝エリアなどの測定の一部であった。1月12日から23日までの月の1日目と2月13日から2月20日までの月の2日目にデータが得られた。

### 土質力学表面調査器
土質力学表面調査器は月面の土壌を持ち上げ、掘り、削り取り、溝を作るために設計され、月面物質を移動させ、月面の特性を決定するために写真を撮影した。サンプラーは主に鋭い刃やコンテナが付いたスコップであり、コンテナは電気モーターで開閉が可能であった。スコップの平たい端の部分には2個の長方形のU字型磁石が埋め込まれていた。スコップはパンタグラフでできた腕の先にあり、腕の部分はモーターによって宇宙船の近くから1.5mの距離まで伸ばすことができた。腕部は+40度から-72度まで動くことが可能であり、モーターによって130mmまで上げることができた。また重力とばねの力で月面に叩きつけることもできた。スコップはテレビカメラの下の位置にあり、このため展開に失敗したアルファ散乱装置に届き、適正な位置に動かすことが可能であった。運用中、16回の稼動、7回の溝堀、2回の叩きつけに成功している。月面へのアルファ散乱装置の展開失敗を免れさせただけでなく、装置を影にしたり、他のサンプルの評価のために動かしたりもした。1968年1月11日から1月23日にかけて36時間完璧に行われた。装置は2月14日にも操作に反応し、月の夜を耐えたことが確認されたが、電力的に操作を支えきれなくなった。

## 関連画像

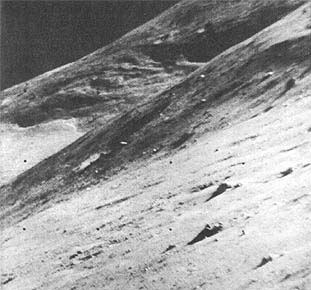
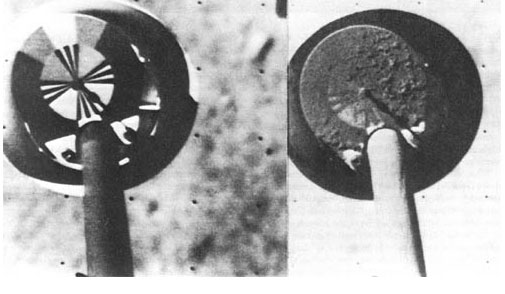

## 註
1. ↑   Notes on the laser experiment.
2. ↑   photo of the beam from the 2-watt green argon Hughes laser at Table Mountain
3. ↑  Strange Things Happen at Full Moon | LiveScience